# Tongelaer
Tongelaer is een straat in Amsterdam-Zuid.

## Geschiedenis en ligging
De straat kreeg per raadsbesluit van 17 januari 1959 haar naam. Zij werd daarbij vernoemd naar Kasteel Tongelaar. Meerdere straten in de buurt zijn vernoemd naar kastelen in Nederland, de Kastelenstraat ligt dichtbij.
Tongelaer vormt de verbinding tussen Bouvigne (vernoemd naar Kasteel Bouvigne) en Henkenshaege (Kasteel Henkenshage). De straat ligt in de wijk Buitenveldert/Zuidas, maar dan met name in het eerste gedeelte.
Het straatje is door haar haakvorm ongeschikt voor lange voertuigen, openbaar vervoer is er dan ook niet te vinden.

## Gebouwen
De huisnummers lopen op van 1 tot en met 30. De huisnummers zijn opeenvolgend te vinden in een haakvormig flatgebouw dat samen met een gelijk maar gespiegeld flatgebouw een binnentuin met straat vormt. Dit verraadt de invloed van Jacoba Mulder en Aldo van Eyck, die soortgelijke bouwvormen in nieuwe stadswijken introduceerden, waarbij ouders vanaf de balkons hun kroost in de gaten konden houden die in een speelgelegenheid buiten konden spelen. De portieketagewoningen (plint met bergingen en garages waarboven drie woonlagen) stammen uit 1958/1959 en zijn ontworpen door Adolph Eibink en J. Brouwer, die tevens verantwoordelijk waren voor drie soortgelijke haakblokken in de onmiddellijke omgeving. Eibink ging, volgens zijn gebruik, zelf na de oplevering met de camera een kijkje nemen.

## Kunst
De straat is zo geconstrueerd, zodat er geen ruimte is voor kunst in de openbare ruimte (beelden etc). In het begin van de 21e eeuw kwam er hernieuwde belangstelling voor de speelattributen ontworpen door Aldo van Eyck. Van Eyck ontwierp deze voor talloze speelplaatsen, maar in de late 20e eeuw verdwenen die zo  snel uit het straatbeeld, dat er sindsdien enige aandacht is om deze te behouden. Zo kocht het Rijksmuseum een aantal aan om ze permanent tentoon te stellen. Van Van Eyck zijn hier nog aanwezig een zandbak (met opstaande rand die tevens dient tot zitplaats) en een kleine versie van de tunnel/klimboog.

## Afbeeldingen

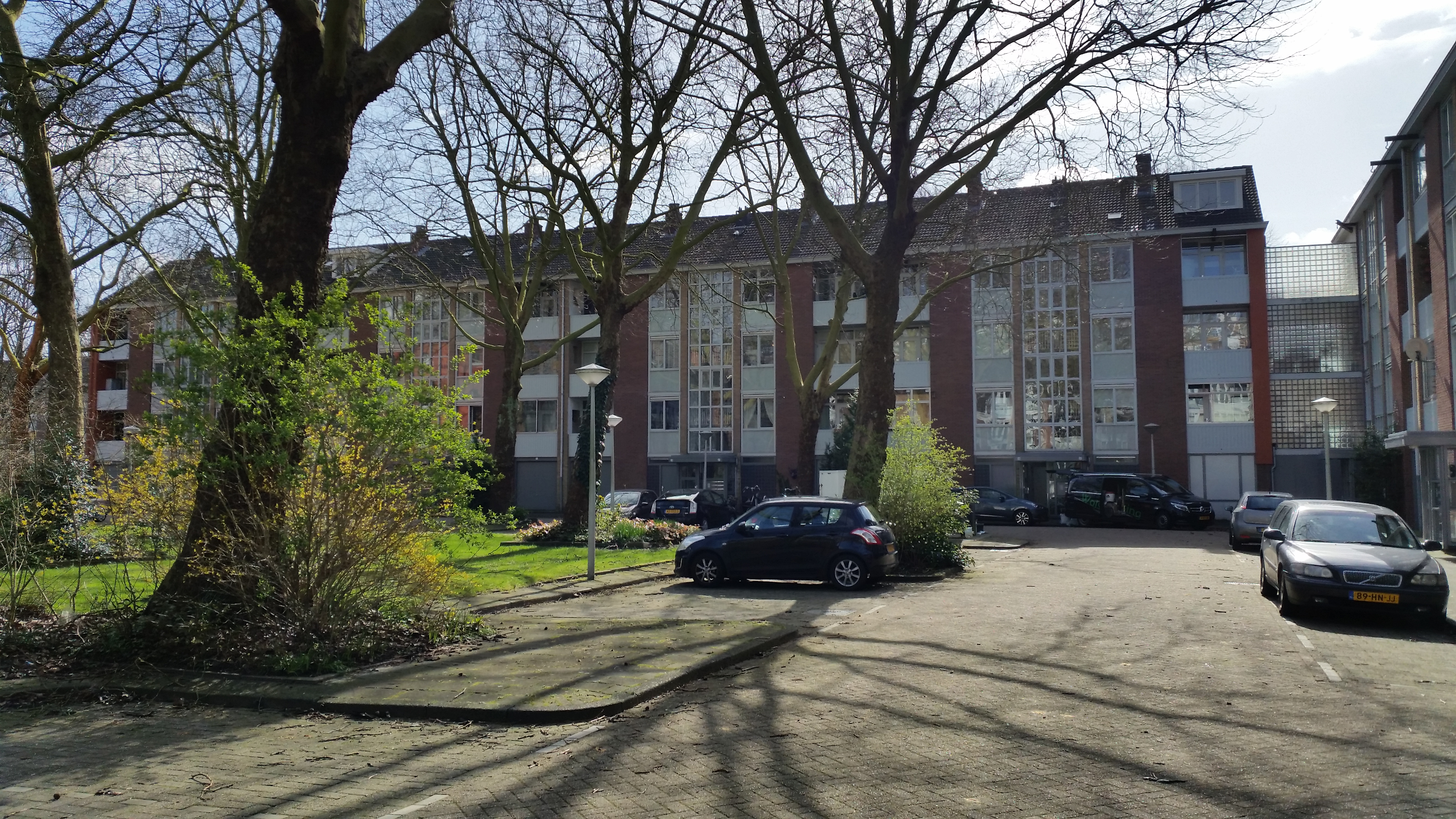
Tongelaer 1-15 (van links naar rechts, maart 2020)
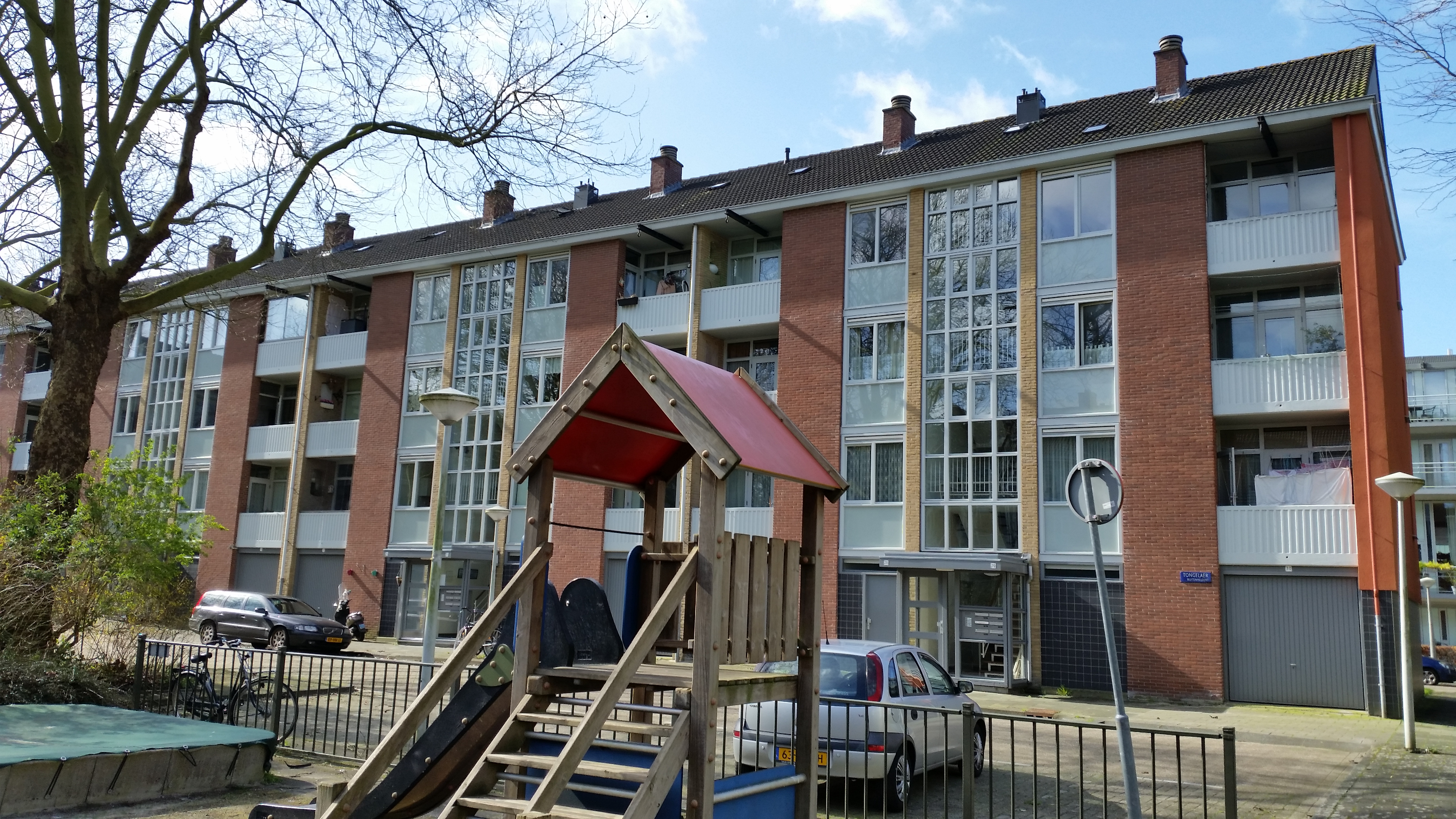
Tongelaar 16-30 (van links naar rechts, maart 2020)
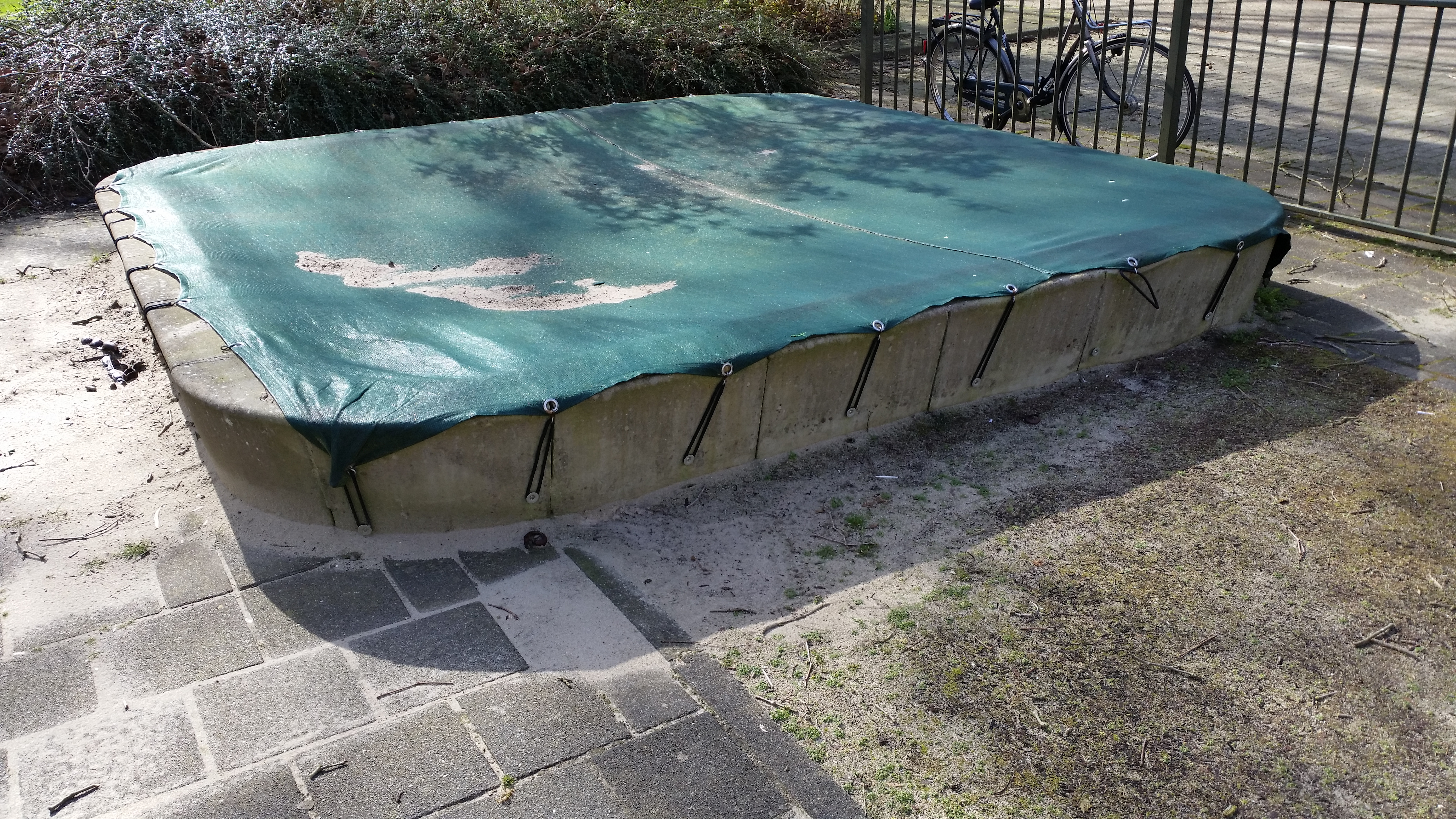
Ingepakte zandbak van Van Eyck (maart 2020)
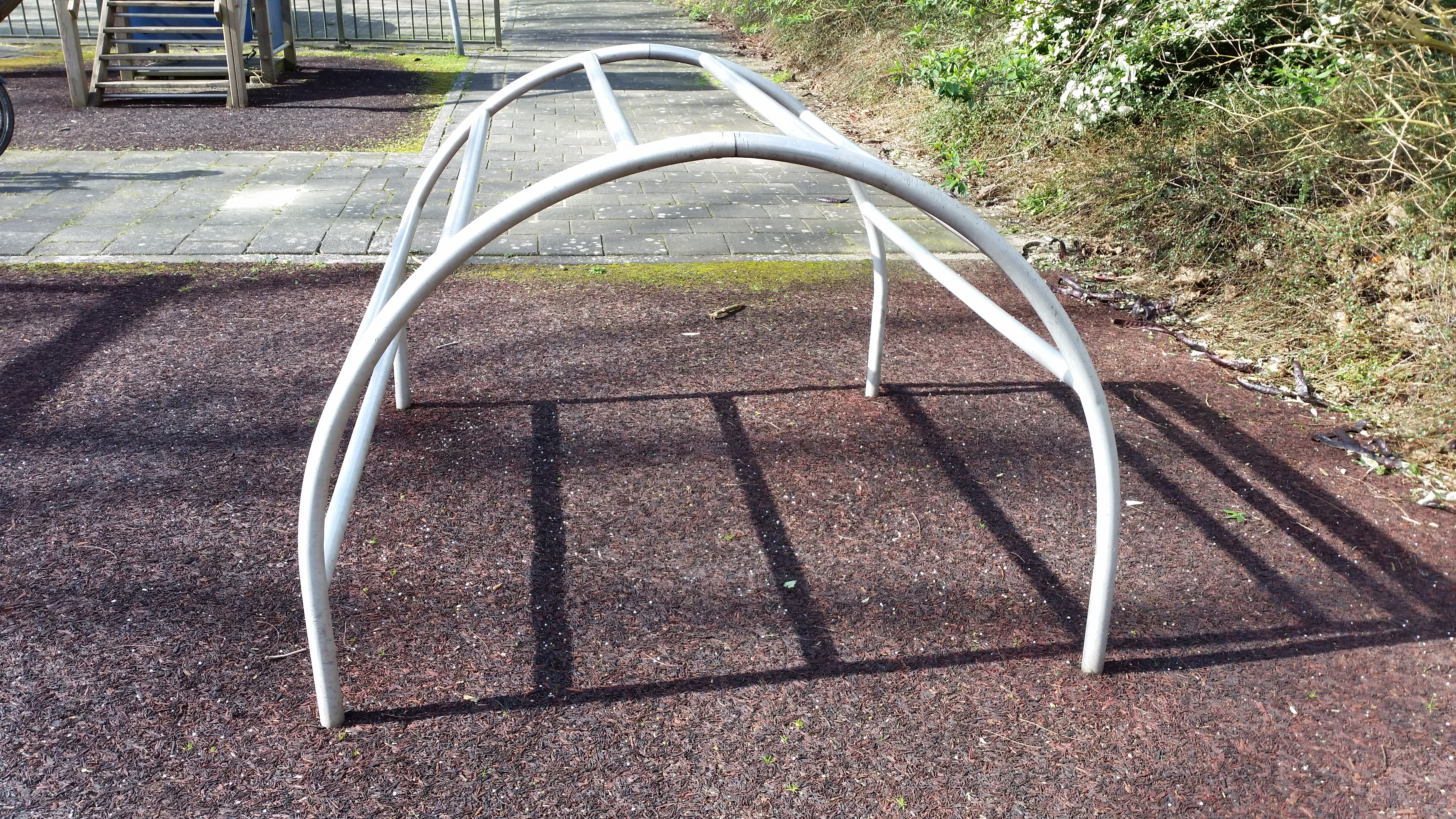
Tunnel of klimboog van Van Eyck (maart 2020)